# Otepää község (1999)
Otepää község (észt nyelven: Otepää vald) közigazgatási egység volt Valga megye keleti részén. Székhelye Otepää volt. A 2017-es közigazgatási reform során megszüntették. A községet Kalev Laul polgármester vezeti. A község lakossága 2017. január elsején 3849 fő volt, amely 217,4 km²-es területét tekintve 17,7 fő/km² népsűrűséget jelent.

## Földrajza
A községet délről Urvaste, délnyugatról Sangaste, nyugatról Puka, északról Palupera, keletről Kanepi határolja.

## Története
A terület központját, Otepää-t több alkalommal is említi Henricus de Lettis Krónikája. A pogány törzsek otepää-i földvára volt a Kardtestvérek vezette német keresztes seregek egyik meghódítandó célpontja. A várat és területet az oroszok is rendszeresen támadták. Végül a Kardtestvérek kezdtek kővár építésébe (1216),
 amelyet egy ostromot követően át kellett engedniük az oroszoknak (1216). Az erődöt az oroszok bázisként használták a német területek ellen indított fosztogató hadjáratokhoz. Amikor a németek elfoglalták a tartományt, Dorpat szerepe erősödött meg Otepää rovására, az előbbi lett a püspökség székhelye. A dorpati püspök azonban gondot fordított az erőd megerősítésére (1224).
A hódítók fellegvárait gyakran régi központokban létesítik, ezért nem meglepő, hogy Tartu püspöke nem sokkal a terület meghódítása után felépítette kővárát Otepääben. A hely azonban kívül maradt a nemzetközileg releváns kereskedelmi útvonalakon, és feltehetően túl közel volt egy másik központhoz, Tartuhoz, amelynek domborzati helyzete egyértelműen kedvezőbb volt. Ennek eredményeként a középkori Otepää gyorsan kezdte elveszíteni jelentőségét nemcsak a kereskedelmi, hanem a politikai hálózatok számára is.
A Német Lovagrend fennhatósága 1335-ben már egész Livóniára kiterjedt, kivéve a dorpati püspökséget. A rendi hatóságok követelték a dorpati püspöktől, hogy fizessen éves adót, vagy hagyja el a széket. Dietrich Damerau azonban ezt visszautasította. 1396-ban a Lovagrend Livónia tartomány mestere, Wennemar von Bruggenei, vezetésével hadjáratot indított ellene. Otepää várát a földdel egyenlővé tették, a püspök pedig kénytelen volt feladni politikáját. 1397-ben a dorpati püspök elismerte a Rend fennhatóságát.

## Települések
Otepää községhez egy város és  21 falu tartozott.

### Város
- Otepää

### Falvak
- Arula
- Ilmjärve
- Kassiratta
- Kastolatsi
- Kaurutootsi
- Koigu
- Kääriku
- Mägestiku
- Mäha
- Märdi
- Nüpli
- Otepää küla
- Pedajamäe
- Pilkuse
- Pühajärve
- Raudsepa
- Sihva
- Truuta
- Tõutsi
- Vana-Otepää
- Vidrike.

## Fordítás
Ez a szócikk részben vagy egészben  az   Otepää vald című észt Wikipédia-szócikk ezen változatának fordításán alapul.  Az eredeti cikk szerkesztőit annak laptörténete sorolja fel. Ez a jelzés csupán a megfogalmazás eredetét és a szerzői jogokat jelzi, nem szolgál a cikkben szereplő információk forrásmegjelöléseként. Kivétel a Története fejezetet.